# 第42次長期滞在
第42次長期滞在(だい42じちょうきたいざい、英語: Expedition 42)は国際宇宙ステーション(ISS)への42回目の長期滞在である。
2014年11月10日にソユーズTMA-13Mで第40次・第41次長期滞在を終えたスラエフ、ワイズマン、ゲルストの3名が地球に帰還してから始まった。
2014年11月24日にソユーズTMA-15Mでシュカプロレフ、クリストフォレッティ、バーツがISSに到着した
2015年3月に第41次・第42次長期滞在を終えたウィルモア、サマクチャイエフ、セロヴァの3名がソユーズTMA-14Mで地球に帰還するまで続いた。

## 乗組員
| 職務                 | 第1期 ( - 2014年11月)                       | 第2期 ( 2014年11月 - 2015年3月)                |
| -------------------- | ------------------------------------------- | ---------------------------------------------- |
| 船長                 | バリー・E・ウィルモア, NASA 2度目           | バリー・E・ウィルモア, NASA 2度目              |
| フライトエンジニア 1 | アレクサンダー・サマクチャイエフ, RSA 2度目 | アレクサンダー・サマクチャイエフ, RSA 2度目    |
| フライトエンジニア 2 | エレナ・セロヴァ, RSA 初飛行                | エレナ・セロヴァ, RSA 初飛行                   |
| フライトエンジニア 3 |                                             | アントン・シュカプレロフ, RSA 2度目            |
| フライトエンジニア 4 |                                             | サマンサ・クリストフォレッティ, ASI-ESA 初飛行 |
| フライトエンジニア 5 |                                             | テリー・W・バーツ, NASA 2度目                  |

出展Spacefacts

## 任務
第42次長期滞在やその後の2015年の滞在ミッションの重要な任務の一つは、ISSへの商業有人宇宙輸送機のドッキングを可能にする部品の設定および準備である。この準備のとして以前スペースシャトルがドッキングしていたハーモニー前方側の結合部と天頂側の結合部に新しく係留場所を整えるため、2015年に数度の船外活動が要求される。これらの新しい結合部はボーイングのCST-100や有人のスペースXのドラゴンのISSへのドッキングを可能にする。 最初の旅客は2017年にISSへ訪れることが予定されている。

## その他
- 2013年の映画ゼロ・グラビティには架空の第42次長期滞在が描かれている。この作品の中でクルーは軌道のスペースデブリの襲来前にISSのソユーズカプセルへの退避を余儀なくされている[4]。
- 長期滞在数の42とSF小説銀河ヒッチハイク・ガイドに登場する「生命、宇宙、そして万物についての究極の疑問の答え」たる42とのつながりを記念して、乗組員は2005年の映画版（英語版）にちなんだポスターを発表している[5]。

## ギャラリー

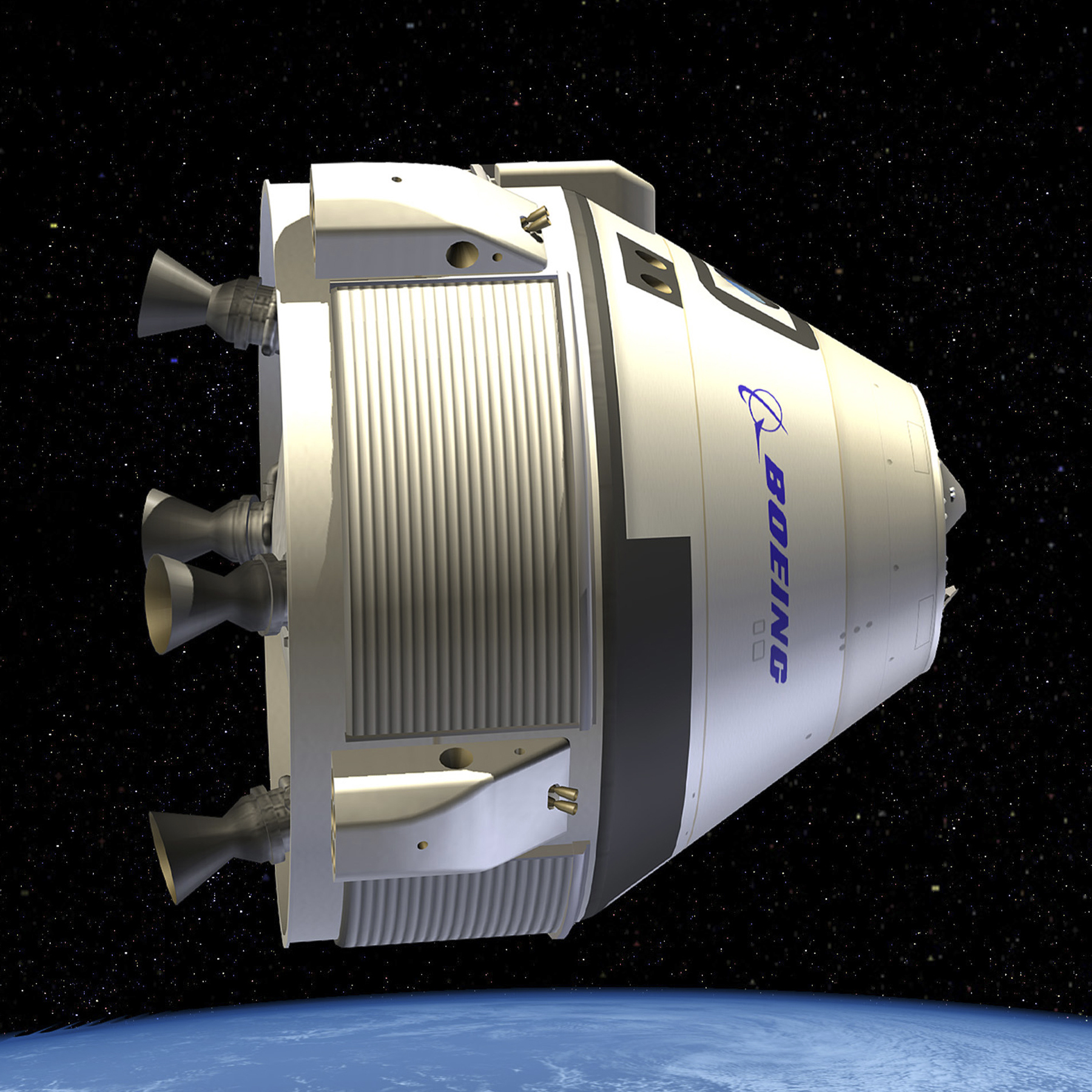
将来の到来が予想されるCST-100
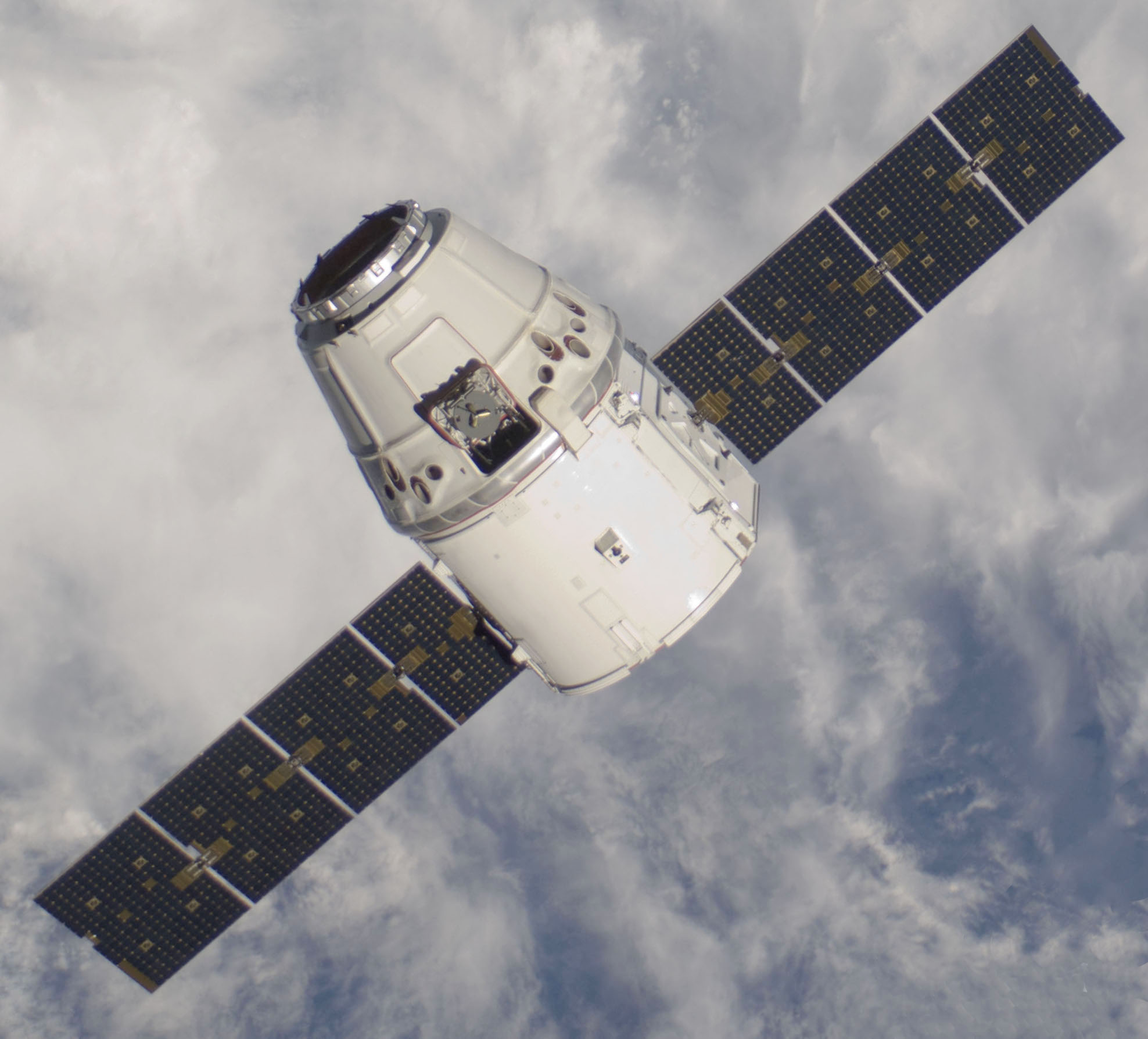
ドラゴンC2+（英語版）で実証飛行を行うドラゴン
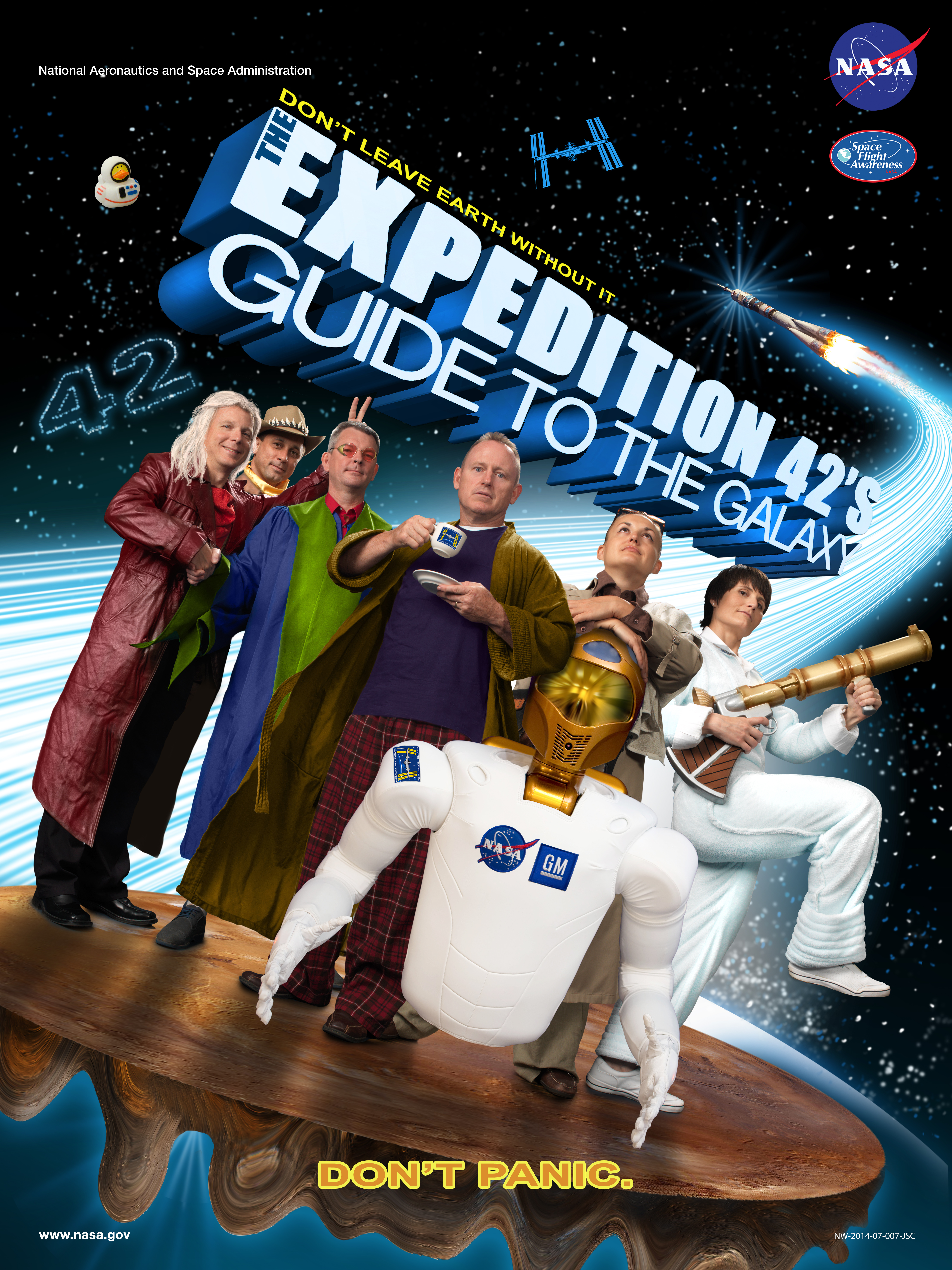
映画銀河ヒッチハイク・ガイドを元ネタにしたポスター

## 註
1. ↑  “Expedition 41 Departs from Station in Soyuz”.   NASA.gov. 2014年11月10日閲覧。
2. ↑  “Upcoming ISS expeditions”.   Spacefacts. 2013年3月16日閲覧。
3. ↑  Klotz, Irene (2015年2月19日). “NASA Gearing Up to Reassemble the Space Station”. Diecovery News. Discovery Communications, LLC 2015年4月16日閲覧。
4. ↑  http://www.collectspace.com/news/news-093013a.html
5. ↑  https://twitter.com/AstroSamantha/status/514465642573877248